# Stazione di Ujiie
La stazione di Ujiie (氏家駅?, Ujiie-eki) è una stazione ferroviaria situata della città di Sakura, nella prefettura di Tochigi, ed è servita dalla linea principale Tōhoku sulla quale è esercitato il servizio Utsunomiya della JR East.

## Servizi ferroviari
East Japan Railway Company
■ Linea Utsunomiya (servizio della linea Tōhoku)

## Struttura
La stazione è dotata di un marciapiede a isola centrale e uno laterale con tre binari passanti in superficie.
| 1-2 | ■ Linea Utsunomiya | per Utsunomiya, Oyama, Ōmiya, Akabane e Ueno |
| 3   | ■ Linea Utsunomiya | per Yaita, Nasushiobara e Kuroiso            |

## Stazioni adiacenti
| «                | Servizio         | »                |
| Linea Utsunomiya | Linea Utsunomiya | Linea Utsunomiya |
| ---------------- | ---------------- | ---------------- |
| Hōshakuji        | Tutti i treni    | Kamasusaka       |